# Masayo Takahashi
Masayo Takahashi (jap. 高橋 政代 Takahashi Masayo; * 23. Juni 1961 in Toyonaka, Osaka, Japan) ist eine japanische Augenärztin, Stammzellforscherin und Hochschullehrerin. Sie war Projektleiterin am RIKEN-Zentrum für Entwicklungsbiologie in Kōbe und forscht an der klinischen Anwendung der iPS-(induzierte pluripotente Stammzellen)-Zelltechnologie  auf die Makuladegeneration.

## Leben und Werk
Takahashi erhielt 1980 den Abschluss an der der Pädagogischen Hochschule Osaka angeschlossenen Ikeda-Oberschule (engl. Ikeda School of Higher Education an der Osaka University of Education) und studierte Medizin an der Universität Kyōto, wo sie 1986 den Master-Abschluss erhielt. 1986 heiratete sie Jun Takahashi. Sie promovierte 1992 in visueller Pathologie. Anschließend arbeitete sie als Assistenzprofessorin in der Augenklinik des Kyoto University Hospital und forschte ab 1995 am Salk Institute in San Diego, wo sie das Potenzial von Stammzellen als Instrument für die Netzhauttherapie entdeckte.  1997 kehrte sie an das Universitätsklinikum von Kyoto zurück und wurde 2001 zur außerordentlichen Professorin am Forschungszentrum desselben Krankenhauses ernannt. Von 2008 bis 2011 war sie stellvertretende Direktorin und wurde anschließend Direktorin der Augenklinik des Advanced Medical Center Hospital. Von 2009 bis 2013 war sie Gastprofessorin an der Universität Kyoto. Seit 2013 forschte sie am Institut für iPS-Zellen der Universität Kyoto und seit 2017 forscht und behandelt sie in dem Kobe Eye Center.

## iPS-Transplantationen
2006 wurde sie Teamleiterin im Labor für Netzhautregeneration bei dem Forschungsinstitut Riken und innerhalb des nächsten Jahres wies sie nach, dass adulte Stammzellen in iPSs umprogrammiert werden können. Sie führte 2014 die weltweit erste iPS-Transplantation bei einer Patientin mit altersbedingter Makuladegeneration durch. Die Operation wurde als klinische Studie durchgeführt und umfasste die Erstellung einer Netzhautfolie aus iPS-Zellen. iPS-Zellen werden erzeugt, indem reife Zellen von einem Individuum entfernt und diese Zellen wieder in einen embryonalen Zustand zurückprogrammiert werden. Takahashi und ihr Forschungsteam verwendeten iPS-Zellen, die aus den eigenen Hautzellen des Patienten hergestellt wurden.
Im März 2017 führte ein Team unter ihrer Leitung die erste erfolgreiche Transplantation von iPS-abgeleiteten Netzhautzellen in das Auge eines Patienten, der an einer fortgeschrittenen altersbedingten feuchten Makuladegeneration litt. Während der Operation erhielt der Patient eine Transplantation von ungefähr 250.000 retinalen Pigmentepithelzellen in das Auge. Diesmal wurden die Netzhautreparaturzellen unter Verwendung von iPS-Zellen eines anonymen Spenders hergestellt. Die Ergebnisse dieser Studie wurden im New England Journal of Medicine veröffentlicht.

## Mitgliedschaften
- Japanese Ophthalmological Society
- Association for Research in Vision and Ophthalmology
- International Society for Stem Cell Research

## Auszeichnungen
2014 wurde Takahashi von der britischen Wissenschaftszeitschrift Nature als eine von fünf Wissenschaftlern für ihre bahnbrechende Arbeit in der Regenerativen Medizin ausgezeichnet. 2015 wurde sie mit dem Ogawa-Yamanaka-Preis für Stammzellbiologie geehrt. 2021 wurde Takahashi in die European Molecular Biology Organization gewählt.